# IPad Air 2
Ne doit pas être confondu avec iPad (6e génération).
L'iPad Air 2 est une tablette tactile conçue, développée et commercialisée par Apple et tournant sous iOS 9. Elle a été présentée lors de la Keynote du 16 octobre 2014.
La tablette est également plus fine (6,1 mm contre 7,5 mm pour la précédente génération) et plus légère (437 grammes contre 444 g pour la version Wi-Fi + LTE) que la précédente génération.

## Caractéristiques matérielles

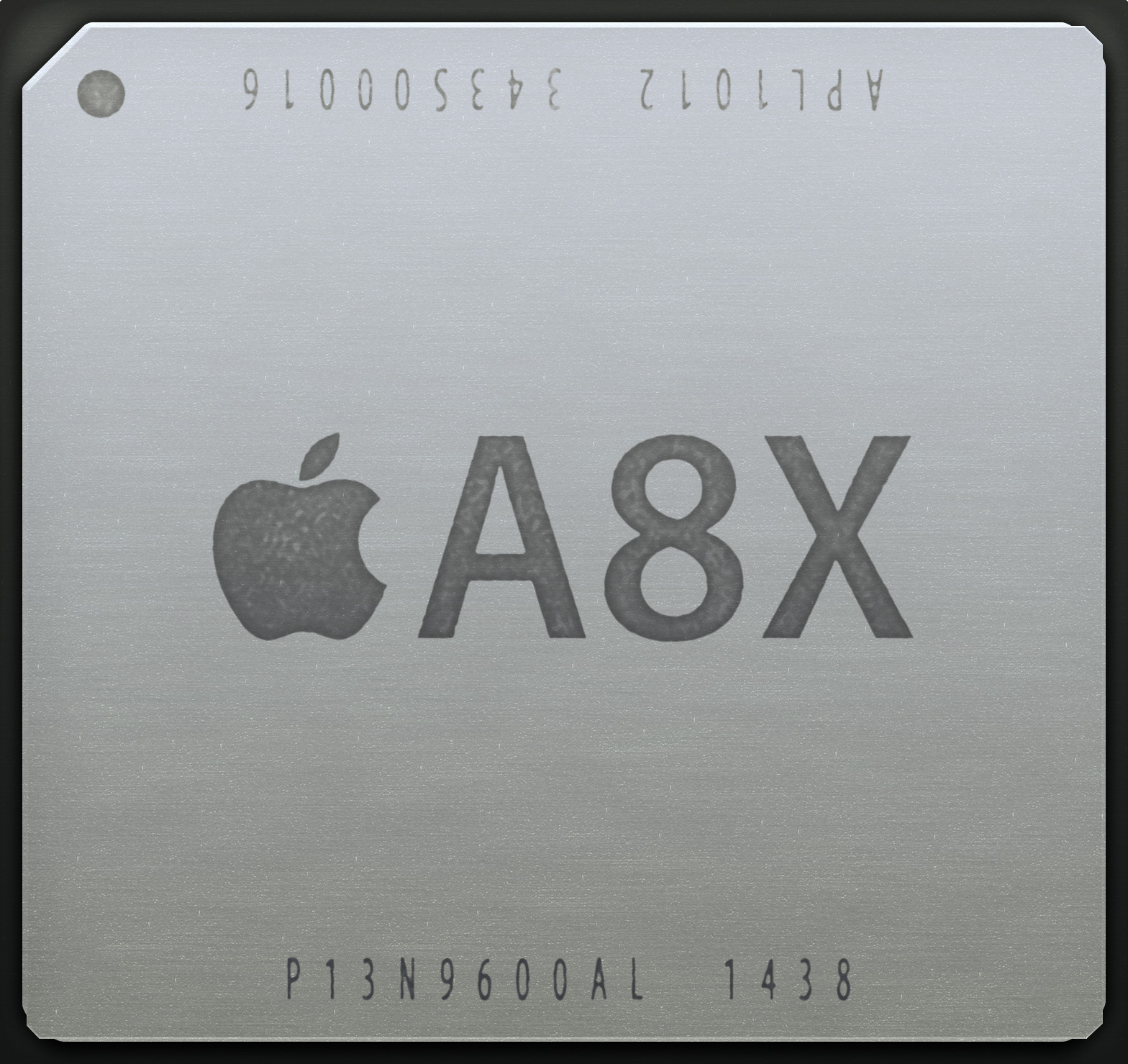
Image du processeur A8X

L'iPad Air 2 possède un écran Retina IPS de 9,7 pouces (diagonale de 24,5 cm visible) d'une définition de 2 048 × 1 536 pixels à 264 ppp. Il est équipé d'un SoC Apple A8X avec architecture 64 bits (comme l'iPad mini 4), d'un coprocesseur de mouvement Apple M8, d'une caméra frontale qui prend des photos de 1,2 mégapixel et des vidéos HD de 720p, d'une caméra dorsale qui prend des photos de 8 mégapixels et des vidéos HD de 1080p, de deux antennes au lieu d'une, des technologies MIMO (jusqu'à deux fois plus rapide que du 802.11n) et LTE, de Wi-Fi 802.11a/b/g/n à 2,4 GHz et 5 GHz, de Bluetooth 4.0, d'une batterie lithium-ion polymère (Li-Po) inamovible rechargeable de 7 340 mAh, 3,7 V, 27,3 Wh, qui lui assure une autonomie de 10 heures, et du connecteur propriétaire Lightning. Cette nouvelle version intègre le capteur d'empreinte digitale Touch ID. La quantité de RAM est de 2 Go, une première pour un iPad. Il contient trois capacités de stockage : 16 Go, 32 Go, 64 Go et dans sa plus haute version 128 Go.
Il est disponible en trois coloris : gris sidéral, argent ou or.